# Referéndum facultativo

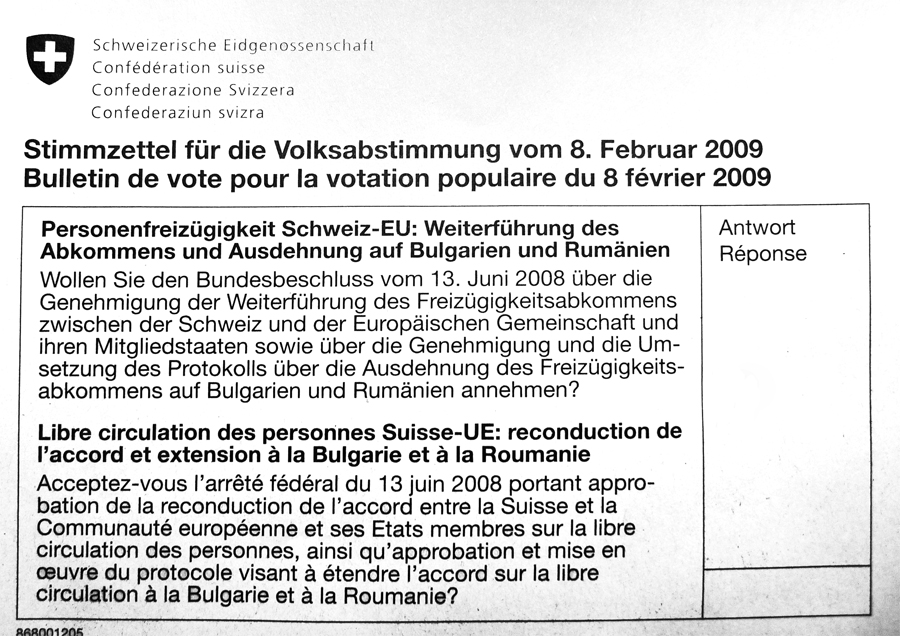
Ejemplo de un referéndum facultativo

El referendo facultativo (opcional, no obligatorio) es un mecanismo de democracia semidirecta en Suiza.

## Funcionamiento
En Suiza, la introducción y revisión de las leyes federales en el sentido formal están sujetas a un referéndum facultativo. Cuando una nueva ley o una ley revisada se publica en el Feuille fédérale, los ciudadanos que se opongan a su entrada en vigor disponen de cien días para reunir 50.000 firmas de ciudadanos suizos. En caso de reunirlas, la ley debe ser sometido a referéndum, y entrará en vigor si la mayoría de votantes decide favorablemente.
La ley también debe ser sometida a un referéndum si ocho cantones (de los 26) lo solicitan. El umbral se fijó en ocho cantones en 1848 para evitar que los siete cantones de Sonderbund (Alianza católica) pudieran requerir de forma unilateral un référendum.
Si nadie pide el referéndum o no se reúnen las firmas necesarias, la Ley entra en vigor sin un referéndum.